# Симптом Штрюмпеля
Симптом Штрюмпеля (англ. Strumpell's symptom) — один із менінгеальних симптомів. Іноді його називають симптомом Штрюмпеля 1. 

## Етимологія
Симптом вперше виявив і ввів у медичну практику німецький невролог і викладач університету Адольф Штрюмпель. Він описав ще 3 пірамідні симптоми і кілька хвороб.

## Сутність
Під час проведення неврологічного обстеження лікар виявляє спонтанне мимовільне розгинання великого пальця стопи й іноді віялоподібне розходження інших її пальців при натисканні на колінний суглоб хворого, якій лежить на спині з витягнутими ногами.